# حملات باج‌افزاری ۲۰۱۷ اوکراین
حملات باج‌افزاری ۲۰۱۷ اوکراین حملات سایبری در ابعاد جهانی به برخی از بزرگترین شرکت‌های جهان در آمریکا، اروپا و بخشی از آسیا است که نیروگاه هسته‌ای «چرنوبیل» و شرکت بزرگ نفت و گاز «روس نفت» روسیه را مورد تهاجم قرار داده‌است. این حمله گسترده که در روزهای پایانی ژوئن ۲۰۱۷ رخ داد از اوکراین آغاز شد باعث بروز اختلال نرم‌افزاری در سراسر جهان شد و هزاران کامپیوتر را فلج ساخت و فعالیت‌ها در بنادری از بمبئی تا لس‌آنجلس را مختل کرد و تولیدات در کارخانه شکلات‌سازی استرالیا را نیز متوقف ساخت.

## اهداف و گستردگی حمله
این ویروس ابتدا گمان رفت که در محدوده اوکراین است که روز سه شنبه ۲۷ ژوئن آغاز شد و به‌طور آرامی کامپیوترها را آلوده ساخت. بگفته پلیس ملی و کارشناسان بین‌المللی سایبری این کامپیوترها وقتی آلوده شدند که کاربران یک بسته حسابداری مالیاتی محبوب را دانلود کردند یا از یک سایت خبری محلی بازدید کردند.
براساس گزارش‌های منتشر شده علاوه بر اوکراین، شرکت‌ها و موسسه‌هایی از انگلستان، آلمان، دانمارک، هلند، رومانی، روسیه، استرالیا، آمریکا و هندوستان مورد حمله قرار گرفته‌اند از جمله:
- شرکت‌های تابعه آژانس تبلیغاتی دبلیو پی. پی انگلیس
- شرکت دارویی «مرک» (Merck) واقع در آمریکا
- بانک مرکزی اوکراین
- بخش خدمات پستی و سیستم مترو در شهر کی‌یف اوکراین
- نیروگاه هسته‌ای «چرنوبیل»
- شرکت حمل و نقل دریایی" مائرسک " در دانمارک
- شرکت نفت و گاز روس‌نِفت روسیه

گروه «آی بی» (IB) برآورد کرده‌است که ۸۰ درصد از شرکت‌های اوکراینی و روسیه یعنی نزدیک به ۳۰۰۰۰ کامپیوتر تأثیر پذیرفته‌اند.

## نوع ویروس
براساس اطلاعات منتشر شده هکرها از ویروس باج‌گیری استفاده کرده‌اند که کامپیوتر را قفل می‌کند و سپس برای بازگرداندن فایل‌ها ۳۰۰ دلار باج مطالبه می‌نماید و در غیر اینصورت کل محتویات کامپیوتر از دست می‌رود. کارشناسان امنیتی در حال پرس و جو هستند که آیا هدف از این خرابکاری اخاذی بوده‌است یا اینکه هکرها انگیزه‌های مخرب و نه سود مالی در سر داشته‌اند، چرا که میزانی که خواسته شده نسبتاً اندک بوده‌است.
ماه پیش نیز یک ویروس باج گیر دیگر به نام «وانا-کرای» (Wannacry) نزدیک به ۲۰۰ هزار کامپیوتر در ۱۵۰ کشور را آلوده کرده بود. این ویروس از طریق یک ایمیل منتقل شده بود و سازمان‌ها، موسسات و نهادهای مختلف منجمله بیمارستان‌ها، بانک‌ها، مغازه‌ها، اداره‌های دولتی و مدارس را هدف قرار داده بود.

## واکنش‌ها
- یک مقام رسمی اوکراینی حمله سایبری جدید را بدترین نوع آن در تاریخ کشورش خواند.[۵]
- برایان لرد معاون سابق عملیات سایبری شرکت امنیتی پی.جی. آی بریتانیا گفت: هدف از این حمله بنظر می‌رسد ایجاد اخلال باشد تا باج‌گیری. وی گفت احساس من این است که یک کشور از یک دست نشانده استفاده می‌کند تا تجربه کند چه پیش می‌آید.[۱]